# Fantasos
Fantasos (latinsky Phantasos) je v řecké mytologii synem boha spánku Hypna a jeho manželky Pásithey, nejmladší z Charitek. Je to jeden ze Snů.
Zjevuje se lidem ve spánku poté, co je uspí a odejde jeho otec. Bere na sebe fantastickou podobu různých věcí a zjevuje se lidem jako zosobněný přízrak.
Jeho jméno přešlo do všech jazyků a používá se jako fantazie a fantastičnost dodnes.
Jsou celkem tři bratři:
- Morfeus - umí na sebe vzít podobu i hlas kteréhokoliv člověka
- Fobétór či Ikelos („Zastrašovatel“) - objevuje se ve zvířecí podobě
- Fantasos - dokáže se proměnit ve fantastické neživé věci.